# Ibn Khafaja
Ibrāhīm ibn Abī l-Fatḥ ibn ʿAbd Allāh ibn Khafāja (in arabo إبراهيم بن أبي الفتح بن عبدالله بن خفاجة الأ‎?; Alzira, 1058 – 1138) è stato un poeta arabo-andaluso.
Nacque nel 1058 ad Alzira, vicino a Valencia, dove trascorse gran parte della sua vita. È uno dei più famosi poeti di al-Andalus (la Spagna islamica). Nacque all'epoca delle Taifa e visse nel periodo almoravide.
Portò la poesia arabo-andalusa a un livello di grande raffinatezza. La sua poesia include alcuni panegirici, ad esempio in onore al sultano almoravide Yūsuf ibn Tāshfīn, nel quale mostrò la gratitudine che egli aveva nei suoi confronti per aver salvato al-Andalus dalla Reconquista cristiana.

Altre sue poesie trattano il tema dell'amore e altre ancora descrivono i paesaggi di al-Andalus, in particolar modo i lussuosi giardini, tant'è che si guadagnò il soprannome di "al-Jannān" (il Giardiniere).
Quando i Castigliani arrivarono nella regione di Valencia (attorno al 1100), Ibn Khafāja partì per il Maghreb al-Aqsa. Era amante del vino, non si sposò mai ma ebbe molte amanti.
Ibn Khafāja dimostrò, in alcune delle sue poesie, un atteggiamento rivoluzionario nel linguaggio, utilizzando un vocabolario molto originale, che la scrittrice Salma Khadra Jayyusi descrive come "caldo e sensuale, ossessionato dall'intimità umana, turbolento e consapevole della violenza della vita intorno lui in un paese in preda alla guerra, intimorito dalla natura ed eternamente mistificato per la sua bellezza".
Lo stile di Ibn Khafāja influenzò i poeti andalusi a lui successivi, in particolar modo quelli del Sultanato di Granada. È considerato il poeta andaluso per eccellenza, il famoso storico maghrebino al-Maqqari (1578-1632) espresse nelle sue opere l'ammirazione che provava per il poeta andaluso.
Ancora oggi, le opere di Ibn Khafāja sono presenti nelle antologie dei poeti di lingua araba e non solo, e ciò lo colloca tra i più grandi poeti di al-Andalus e di tutti i tempi.